# (37849) 1998 DP16
1998 DP16 (asteroide 37849) é um asteroide da cintura principal. Possui uma excentricidade de 0.14487520 e uma inclinação de 4.60171º.
Este asteroide foi descoberto no dia 22 de fevereiro de 1998 por Spacewatch em Kitt Peak.